# Michael Berridge
Michael John Berridge FRS FMedSci (Kadoma, 22 de outubro de 1938 - 13 de fevereiro de 2020) foi um fisiologista e bioquímico britânico, nascido na Rodésia do Sul.

## Morte
Morreu no dia 13 de fevereiro de 2020, aos 81 anos.